# Naomi Campbell
Pour les articles homonymes, voir Campbell.
Naomi Elaine Campbell (/neɪˈoʊmi ɪˈleɪnˈkæmbəl/), née le 22 mai 1970 à Streatham (Londres), est un mannequin, une chanteuse, productrice et actrice britanno-jamaïcaine.
Elle commence sa carrière à l'âge de 15 ans et devient rapidement l'un des mannequins les plus reconnue et demandés des quatre dernières décennies. Naomi Campbell est l'un des six mannequins appelés supermodels par l'industrie de la mode et la presse internationale.

## Biographie

### Enfance
Naomi Campbell est née à Streatham, un quartier du sud de Londres situé dans le district de Lambeth. Sa mère jamaicaine, Valerie Campbell, est danseuse de ballet. Naomi Campbell n'a jamais rencontré son père qui serait d'origine chinoise. Il a quitté sa mère, alors âgée de dix-huit ans, avant sa naissance,,.
En 1982 naît son demi-frère Richard, né d'une relation avec Clifford Blackwood puis, trois ans plus tard, Pierre.

### Formation et débuts
La première apparition publique de Naomi Campbell date de 1978 où, à l'âge de sept ans, elle apparaît dans le clip de la chanson Is This Love interprétée par Bob Marley,.
À dix ans, elle est acceptée à l'Italia Conti Academy of Theatre Arts de Londres, où elle suit des cours de ballet, tout en étudiant à l'école Dunraven. En 1986, alors qu'elle a quinze ans et suit toujours les cours de l'Italia Conti Academy, elle est remarquée dans la rue pendant qu'elle fait du shopping à Covent Garden par Beth Boldt, directrice de l'agence de mannequins Synchro Model,. Naomi Campbell décide rapidement de devenir modèle et signe avec Elite Model Management.
Elle a étudié à la London Academy For Performing Arts.

### Carrière

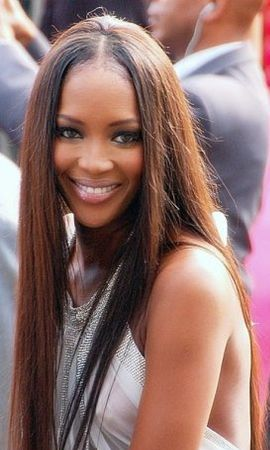
Naomi Campbell au festival de Cannes 2008.

Naomi Campbell fait sa première couverture de magazine, à quinze ans, en avril 1986, dans la version britannique du magazine Elle. À seize ans, elle arrive à Paris et défile chez Azzedine Alaïa, qui devient pour elle un père de substitution ; elle y vivra pendant trois ans, et lui sera fidèle durant toute sa carrière. En décembre 1987, elle est la seconde femme mannequin noire en couverture de l'édition britannique du magazine Vogue, après Donyale Luna (mars 1966). Cependant, du fait de sa couleur de peau, « les campagnes de publicité, maquillage et parfum lui échappent » note le réalisateur de clips Jean-Baptiste Mondino.
En août 1988, elle est le premier mannequin noire à faire la couverture de Vogue Paris, et sera également la première en couverture de Time (édition Europe du 18 septembre 1991). Pierre angulaire des Supermodels, son succès est immense ces années là, en dépit de son fort caractère. Elle apparait trois fois (1987, 1995 et 2005) dans le fameux calendrier Pirelli.
Elle apparait sur plus de 500 couvertures de magazine, dans différentes éditions internationales de Vogue, de Elle, i-D, Glamour, Harper's Bazaar, Interview, W, Vanity Fair, GQ... Elle est aussi apparue dans de nombreux vidéoclips, comme celui de Freedom! '90 de George Michael ou In the Closet de Michael Jackson (elle parlera d'ailleurs beaucoup de ce dernier dans quelques interviews le décrivant comme « professionnel », « timide » et « adorable »), ainsi que dans un épisode de la série anglaise Absolutely Fabulous.

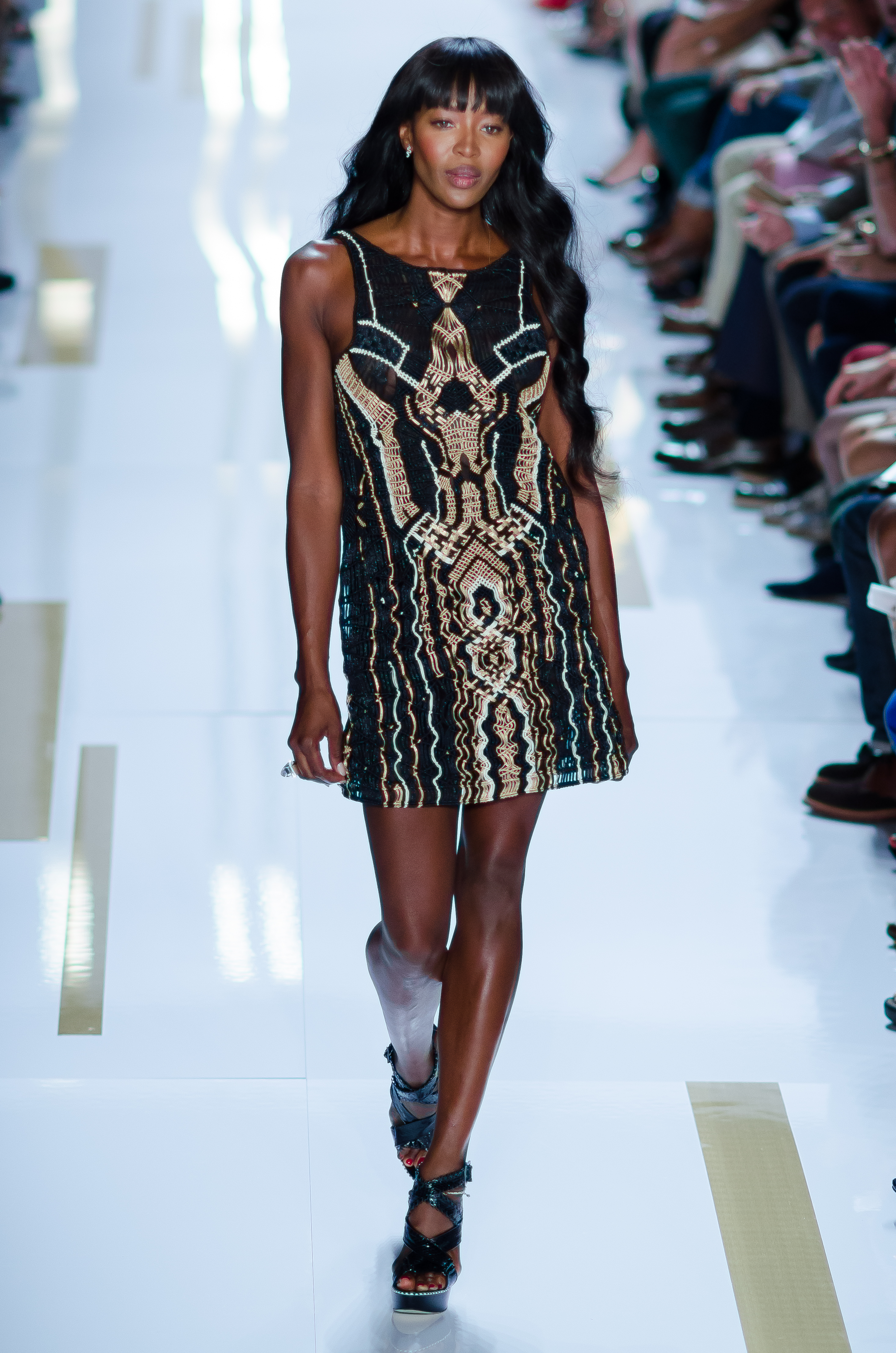
Naomi Campbell lors du défilé de mode de Diane von Fürstenberg en septembre 2013 à New York.

Naomi Campbell a été sélectionnée par le magazine People comme l'une des 50 plus belles personnes au monde en 1991. Elle a travaillé avec les plus grands photographes mondiaux tels que Patrick Demarchelier, Steven Meisel, Richard Avedon, Herb Ritts, Ellen von Unwerth, Mario Testino et Peter Lindbergh (pour lequel elle pose en compagnie des autres stars top model de la décennie : Cindy Crawford, Christy Turlington, Tatjana Patitz et Linda Evangelista). Elle a également collaboré avec les plus grands stylistes : Ralph Lauren, Versace à de nombreuses reprises, Francois Nars, Dolce & Gabbana, Louis Vuitton, Vivienne Westwood et Dsquared. Elle a aussi posé pour la gamme de lingerie de H&M ou de Victoria's Secret.
Elle a posé nue pour le magazine Playboy et dans le livre SEX de Madonna (1992). Elle est aussi connue pour son fort tempérament et les journaux à scandales relatent régulièrement ses démêlés avec d'autres célébrités comme Tyra Banks ou l'ex-Spice Girl, Victoria Beckham.
Elle participe également à la secte kabbalistique de Philip Berg.
En 1995, Hasbro édite une poupée à son effigie.
La princesse Diana Spencer a invité Naomi Campbell, Christy Turlington et Claudia Schiffer au palais de Kensington afin de faire une surprise à son fils William.
À la fin des années 1990, alors que ses anciennes comparses mannequins se marient et que la mode évolue des supertops au look minimaliste et grunge façon Kate Moss (avec laquelle elle devient cependant amie), Naomi Campbell continue d'écumer les podiums et les studios photo.
Elle tourne également dans le clip de Michael Jackson « In the Closet » en 1991.
Depuis 2013, elle est juge dans plusieurs versions de l'émission The Face aux États-Unis, au Royaume-Uni et en Australie.
Naomi Campbell, à partir de novembre 2022, retourne travailler pour l'agence Women Management Milan et Piero Piazzi.
En janvier 2023 , elle défile pour Schiaparelli pendant la haute couture a Paris

### Activités humanitaires et philanthropie
Parallèlement à sa carrière de mannequin, Naomi Campbell participe à de nombreux projets humanitaires en collaboration avec Nelson Mandela (rencontré au début des années 1990, offrant le salaire d'une séance photo au Congrès national africain ; ils participent ensuite ensemble à des voyages humanitaire), le dalaï-lama et l'UNESCO.
Elle s'investit dans la lutte contre le SIDA, pour les orphelins du Kenya et les réfugiés syriens, la défense de Noura Hussein, la reconstruction de Haïti, contre le harcèlement sexuel ou encore pour le mouvement Time's Up. Avec Iman et Bethann Hardison, elle crée la Diversité Coalition, qui vise à défendre une meilleure représentation des femmes de couleur dans le milieu de la mode.

#### Fashion For Relief
En 2005, Naomi Campbell crée deux organismes caritatifs: We Love Brazil, et Fashion for Relief (en), qui soutient d'autres organismes favorisant l'accès à la santé et à l'éducation des plus pauvres et pour lequel elle organise des défilés caritatifs,. Confrontée depuis plusieurs années à des soupçons de mauvaise gestion et de non conformité à sa mission, Fashion For Relief est dissoute en mars 2024,. En septembre 2024, la Charity Commission, organisme britannique chargé du contrôle des activités caritatives, rend les résultats d'une enquête débutée en novembre 2021 sur la gestion de l'association et y dénonce des insuffisances graves. Elle décrit des pratiques comptables défaillantes, des dépenses caritatives ne dépassant pas 8.5% du budget total sur la période 2106-2022, des dépenses facturées à l'association sans rapport avec sa mission comme les frais d'hébergement en hôtel de luxe et les soins en spa, ou des déplacements sans lien avec l'association cumulant plusieurs dizaines de milliers d'euros, et des facturations, pour plusieurs centaines de milliers d'euros, de services de conseil extérieur assurés par Bianka Hellmich, qui travaillait déjà comme co-directrice pour l'association. Naomi Campbell et Bianka Hellmich sont interdites de diriger une activité caritative pendant respectivement 5 et 9 ans tandis que Veronica Chou, ex-directrice, est suspendue pour 4 ans.

### Chanson
En 1994, Naomi Campbell sort un album, Baby Woman (en), qui se vend à plus d'un million d'exemplaires au Japon surtout, mais fait un flop dans le reste du monde. Il est également épinglé par la critique.

### Édition
Naomi Campbell a cosigné le roman Swan, qui reçoit des critiques mitigées et est un échec commercial, ainsi qu'un livre de photographies intitulé Naomi.

### Interview
Elle a interviewé le président russe Vladimir Poutine et le président vénézuélien Hugo Chavez pour GQ et le maire de Londres Sadiq Khan pour Vogue.

### Autres
- Lancement d'une gamme de parfums et produits cosmétiques en septembre 2002[réf. nécessaire]. Intitulés Noaomagic ou encore Catdeluxe, ils sont des échecs[3] ;
- Création d'une compagnie événementielle NC.Connect, à New York[24].

## Polémiques

### Daily Mirror
En février 2001, des photos de Campbell sortant d'un centre de désintoxication de Londres sont publiées dans le Daily Mirror. Le top model attaque le journal pour diffamation et, après un procès mémorable, elle obtient gain de cause. Le Daily Mirror lui verse 3 500 livres sterling d'indemnités et 350 000 livres sterling de remboursement de frais de justice.

### Diamants de Charles Taylor
En août 2010, Naomi Campbell est appelée à témoigner lors du procès de Charles Taylor, l'ex-président du Liberia poursuivi pour crimes de guerre et crimes contre l'humanité. À l'audience elle raconte sa rencontre avec Charles Taylor et comment elle a reçu quelques « petits diamants » : « J'étais en train de dormir, on a frappé à ma porte et j'ai ouvert. Et deux hommes étaient là et m'ont donné une petite bourse et ont dit : 'Un cadeau pour vous'. […] J'ai ouvert la petite bourse le lendemain matin. J'ai vu quelques petites pierres, de toutes petites pierres à l'aspect sale. » Naomi Campbell dit avoir parlé de ce cadeau à son agent Carole White et à l'actrice Mia Farrow, le lendemain.
Elle affirme aussi s'être débarrassée des diamants au profit d'œuvres caritatives, version corroborée par un responsable de la fondation Nelson Mandela à qui ils ont été remis. Son témoignage est accablant pour l'ex-président Charles Taylor et confirme son trafic de diamant au profit du trafic d'armes pour alimenter la guerre en Sierra Leone dans les années 1990.

### Agression du personnel
Après avoir jeté un téléphone sur la tête d'une assistante et un autre sur une femme de chambre, elle se bat avec des photographes et des agents de sécurité de l'aéroport de Londres-Heathrow, qui lui interdisent l'accès à un avion. En 2007, elle est condamnée à plusieurs jours de travaux d'intérêt général. Arrivant habillée en Dolce & Gabbana pour purger sa peine, elle transforme cet épisode en séance photo pour le magazine W. Elle déclare dans ce média : « J'imagine qu'on a voulu m'humilier en me mettant au département de l'hygiène, mais c'est raté. Mon but, c'est de faire mon boulot, garder la tête haute et vivre une expérience ».

### Agressée à Paris
En 2012, alors qu'elle se rend au domicile parisien d'Azzedine Alaïa, elle est agressée, ses assaillants la suivant depuis l'aéroport.

## Vie privée
La presse lui a prêté des relations avec de nombreuses personnalités comme Robert De Niro, ou Flavio Briatore par exemple.
En couple depuis 2008 avec l'entrepreneur immobilier russe Vladislav Doronin, elle se sépare de lui en 2013. Depuis 2016, elle est en couple avec le rappeur anglais, Skepta, qu'elle a rencontré lors de la Fashion Week anglaise. Ils font la couverture du mois d'avril 2018 du magazine GQ UK.
Le 18 mai 2021, à l'aube de ses 51 ans, elle annonce sur Instagram la naissance de sa fille.
Le 29 juin 2023, elle crée la surprise en annonçant sur Instagram qu'elle est à nouveau maman, à 53 ans, d'un petit garçon, sans toutefois préciser les circonstances de sa conception.

## Dans la culture populaire
L’affaire des diamants de sang a inspiré la chanson Naomi aime à Babx (sortie en 2013).

## Filmographie

### Films
- 1991 : Cool as Ice de David Kellogg : une chanteuse dans le club
- 1993 : Chassé-croisé (The Night We Never Met) de Warren Leight (en) : French Cheese Shopper
- 1994 : Prêt-à-porter de Robert Altman : elle-même
- 1995 : Miami Rhapsody de David Frankel : Kaia
- 1995 : Extravagances (To Wong Foo Thanks for Everything, Julie Newmar) de Beeban Kidron : Girl
- 1996 : Girl 6 de Spike Lee : fille #75
- 1996 : Piège intime (Invasion of Privacy) de Anthony Hickox : Cindy Carmichael
- 1997 : An Alan Smithee Film de Arthur Hiller : une préposée
- 1999 : Trippin' (en) de David Raynr : Naomi Shaffer
- 1999 : Prisoner of Love de Steve DiMarco : Tracy
- 2002 : Ali G (Ali G Indahouse) de Mark Mylod : elle-même
- 2004 : Fat Slags (en) de Ed Bye (en) : l'assistante aux ventes
- 2009 : Karma, Confessions and Holi (en) de Manish Gupta (en) : Jennifer
- 2010 : Beyond the Road de Charly Braun : elle-même
- 2016 : Zoolander 2 de Ben Stiller : elle-même
- 2018 : I Feel Pretty d'Abby Kohn (en) et Marc Silverstein (en) : Helen

### Documentaires
- 1994 : Naomi Campbell de Jørgen de Mylius (en) : elle-même (téléfilm)
- 1995 : Dégrafées, déboutonnées, dézippées (Unzipped) de Douglas Keeve : elle-même
- 1995 : Catwalk de Robert Leacock : elle-même
- 1998 : Beautopia de Katharina Otto-Bernstein (en) : elle-même
- 2007 : Marc Jacobs & Louis Vuitton de Loïc Prigent : elle-même (téléfilm)
- 2010 : Rose, c'est Paris de Serge Bramly : elle-même (téléfilm)
- 2012 : Bettie Page Reveals All (en) de Mark Mori (en) : elle-même
- 2014 : Annabel's: A String of Naked Lightbulbs de Grey Fay : elle-même
- 2015 : Harry's Bar de Carlotta Cerquetti : elle-même
- 2016 : Coked Up! de Justin Bare : elle-même
- 2016 : Franca: Chaos and Creation (en) de Francesco Carrozzini (en) : elle-même

### Télévision
- 1978 : The Chiffy Kids : Blanche-Neige (2 épisodes)
- 1979 : Kids : April (2 épisodes)
- 1988 : Cosby Show : Julia (2 épisodes - saison 5, épisodes 6 et 7)
- 1990 : Le Prince de Bel-Air : Helen (saison 1, épisode 10)
- 1995 : New York Undercover : Simone (récurrente saison 2 - 6 épisodes[31])
- 1995 : Absolutely Fabulous : elle-même (saison 3, épisode 4)
- 1998 : Pour le meilleur... ? (For Your Love) : elle-même (saison 1, épisode 2)
- 2003 : Fastlane : Lena Savage (saison 1, épisode 20)
- 2003 : Cirque du Soleil: Solstrom (en) : un mannequin
- 2008 : Ugly Betty : elle-même (saison 2, épisode 18)
- 2013-2014 : The Face (en) : elle-même / juge - également productrice exécutive
- 2015-2016 : Empire : Camilla Marks (récurrente saisons 1 et 2 - 8 épisodes[32])
- 2015 : American Horror Story: Hotel : Claudia Bankson (2 épisodes - saison 5, épisodes 2 et 3)
- 2017 - 2018 : Star : Rose Spencer-Crane (5 épisodes)

### Clips vidéos
- 1978 : Is This Love de Bob Marley
- 1983 : I'll Tumble 4 Ya de Culture Club
- 1990 : Freedom! '90 de George Michael
- 1992 : In the Closet de Michael Jackson
- 1992 : Erotica de Madonna
- 1993 : Numb de U2
- 2003 : Change Clothes de Jay-Z avec Pharrell Williams
- 2005 : Nasty girl de The Notorious BIG, Avery Storm, Jagged Edge, Nelly, Sean Combs
- 2011 : Girl Panic! de Duran Duran
- 2016 : Drone Bomb Me de Anohni
- 2020 : Brown Skin Girl de Beyoncé, Blue Ivy Carter, Saint Jhn, Wizkid
- 2025 : Every Girl You’ve Ever Loved de Miley Cyrus[33]

## Discographie
- 1994 : Baby Woman (en)